# ديفيد شولتز
ديفيد شولتز (بالإنجليزية: David Schultz)‏ هو مصارع محترف أمريكي، ولد في 1 يونيو 1955 في مقاطعة ماديسون في الولايات المتحدة.

## روابط خارجية
- ديفيد شولتز على موقع IMDb (الإنجليزية)
- ديفيد شولتز على موقع CageMatch worker (الإنجليزية)
- ديفيد شولتز على موقع عالم المصارعة على الإنترنت (الإنجليزية)
- ديفيد شولتز على موقع عالم المصارعة على الإنترنت (الإنجليزية)